# Франц Цізар
Франц Цізар (нім. Franz Cisar, нар. 28 листопада 1908) — австрійський футболіст, що грав на позиції нападника і захисника, зокрема, за клуб «Вінер Атлетік», а також національну збірну Австрії.
Володар Кубка Австрії, фіналіст кубка Мітропи. Півфіналіст чемпіонату світу 1934 року.

## Клубна кар'єра
Народився 28 листопада 1908 року. Вихованець футбольної школи клубу «Герта» (Відень). Футбольну кар'єру розпочав 1926 року в основній команді того ж клубу. Клуб посів перше місце у другому дивізіоні і піднявся у вищий. В еліті «Герта» посіла шосте місце, а Цізар став найкращим бомбардиром команди, відзначившись 17 разів у 24 матчах. Крім того команда дісталась до півфіналу національного кубку, у матчах якого Франц забив 5 голів.
Наступний сезон Цізар розпочав у «Герті», але другу частину провів, захищаючи кольори «Аустрії» (Відень).
З 1929 і по 1935 рік виступав у складі клубу «Вінер Атлетікспорт Клуб», більш відомої як ВАК. Команда переважно трималась у середині національної ліги, незважаючи на хороший склад і присутність у команді таких зірок австрійського і європейського футболу, як Рудольф Гіден, Карл Сеста, Георг Браун, Гайнріх Мюллер та інших. Найвищим результатом у чемпіонаті, якого досягла команда в роки виступів Цізара було четверте місце у 1930 і 1933 роках.
Більш вдало команда виступала у національному кубку. Команда здобула перемогу у кубку Австрії 1931. Той розіграш проводився за експериментальною схемою. 10 найсильніших команд країни грали за круговою схемою в одне коло. ВАК у дев'яти матчах жодного разу не програв і лише двічі зіграв унічию. Завдяки цьому клуб на одне очко випередив «Аустрію» і здобув трофей. Цизар у ВАКу переважно грав на позиції правого крайнього нападника, але у цьому розіграші кубка виступав у захисті з Йоганном Бехером, підміняючи Карла Сесту. На рахунку Франца 4 матчі турніру з дев'яти.
Став з клубом фіналістом кубка Мітропи 1931 року, куди ВАК потрапив як переможець національного кубку. В чвертьфіналі ВАК у першій грі несподівано розгромив у Будапешті місцеву Хунгарію з рахунком 5:1. Незважаючи на таку перевагу, матч-відповіді не видався для віденців простим. «Хунгарія» забила два м'ячі на 2-й і 3-й хвилинах матчу, а на початку другого тайму ще й третій. Втім на більше угорці не спромоглися, чудову гру демонстрував знаменитий воротар австрійців Рудольф Гіден, а фактичну крапку у грі поставив нападник Йозеф Ганке на 81-й хвилині, встановивши остаточний рахунок — 1:3. В 1/2 фіналу ВАК зустрічався з чехословацькою «Спартою». У першій грі австрійці вдома поступились з рахунком 2:3. У матчі-відповіді ВАК вів у рахунку 3:0, але втратив перевагу, дозволивши «спартанцям» зрівняти рахунок. Перемогу і можливість зіграти у матчі-переграванні команді з Австрії приніс гол Гайнріха Гілтля на 88-й хвилині. У переграванні в Празі ВАК переміг 2:0 завдяки голам Франца Цізара і Гайнріха Гілтля. У фіналі зустрічались дві австрійські команди ВАК і «Вієнна». В першій грі ВАК вигравав після першого тайму 2:0, але втратив перевагу і поступився 2:3. У матчі відповіді Цізар не грав, а «Вієнна» вдруге поступилась супернику 1:2.
Ще одного разу у складі ВАКа дістався фіналу національного кубку у 1932 року. Клуб Цізара у фіналі поступився «Адмірі» з рахунком 1:6. Також ВАК дійшов до фіналу кубка у 1935 році, але Франц у тому розіграші у вирішальних матчах не грав
Згодом з 1935 по 1937 рік грав у складі команд «Моравска Славія» (Брно) та «Мец».
Завершив професійну ігрову кар'єру у клубі «Простейов», за команду якого виступав протягом 1937—1938 років.

## Виступи за збірну
1933 року дебютував в офіційних матчах у складі національної збірної Австрії у товариській грі проти збірної Угорщини, виступаючи на звичній позиції правого нападника. За правий фланг нападу у збірній відповідав Карл Цишек, тому Цізара почали випробовувати у захисті. Протягом кар'єри у національній команді за 2 роки, провів у її формі 9 матчів.
Зокрема, на чемпіонату світу 1934 року в Італії Франц грав захисника у парі з партнером по ВАКу Карлом Сестою. Австрія вважалась одним з фаворитів змагань, але вибула від господарів у півфіналі. Грав у всіх матчах своєї команди проти Франції (3-2), Угорщини (2-1), Італії (0-1) і Німеччини (2-3).
Також виступав у складі збірної Відня, у якій дебютував ще гравцем «Герти» у 1928 році. Віденці зіграли внічию 1:1 зі збірною Праги. Проти тієї ж збірної Праги Франц також грав у 1933 році. Спочатку у квітні Відень поступився в гостях з рахунком 0:2, а уже у вересні вдома взяв впевнений реванш, перемігши 4:0.
Крім того, на рахунку Цізара є дві гри у збірній Австрія-В. Обидві проти команди італійської збірної. В 1932 році австрійці поступились у Римі з рахунком 1:3. У цій грі Франц грав у нападі. А у 1934 році у Генуї друга італійська збірна з Сільвіо Піолою на чолі розгромила команду Цізара, що цього разу грав у захисті, з рахунком 8:1.
| Дата       | Місто     | Господарі  | Результат | Гості     | Турнір                             | Голи | Примітки |
| ---------- | --------- | ---------- | --------- | --------- | ---------------------------------- | ---- | -------- |
| 01/10/1933 | Відень    | Австрія    | 2 – 2     | Угорщина  | товариський матч                   | -    |          |
| 10/12/1933 | Амстердам | Нідерланди | 0 – 1     | Австрія   | товариський матч                   | -    |          |
| 27/05/1934 | Турин     | Італія     | 2 – 4     | Австрія   | Кубок Центральної Європи 1933—1935 | -    |          |
| 15/04/1934 | Відень    | Австрія    | 5 – 2     | Угорщина  | товариський матч                   | -    |          |
| 25/04/1934 | Відень    | Австрія    | 6 – 1     | Болгарія  | Відбір до ЧС 1934                  | -    |          |
| 27/05/1934 | Турин     | Австрія    | 3 – 2     | Франція   | ЧС 1934 - 1/8 фіналу               | -    |          |
| 31/05/1934 | Болонья   | Австрія    | 2 – 1     | Угорщина  | ЧС 1934 - чвертьфінал              | -    |          |
| 03/06/1934 | Мілан     | Італія     | 1 – 0     | Австрія   | ЧС 1934 - півфінал                 | -    |          |
| 07/06/1934 | Неаполь   | Австрія    | 2 – 3     | Німеччина | ЧС 1934 - за 3 місце               | -    |          |
| Усього     |           | Матчів     | 9         |           | Голів                              | 0    |          |

Статистика виступів на чемпіонаті світу:
| 1/8 фіналу 27 травня 1934 |

| Австрія                           | 3 — 2 | Франція                       |
| --------------------------------- | ----- | ----------------------------- |
| Сінделар 45' Шалль 93' Біцан 109' | Звіт  | Ніколя 18' Верр'є 115' (пен.) |

| «Муніципальний стадіон Беніто Муссоліні» (Турин) Глядачів: 10 000 |

Австрія: Петер Пляцер, Франц Цізар, Карл Сеста, Франц Вагнер, Йозеф Смістик (), Йоганн Урбанек, Карл Цишек, Йозеф Біцан, Маттіас Сінделар, Антон Шалль, Рудольф Фіртль. Тренер — Гуго Майзль
Франція: Алексіс Тепо (), Жак Мересс, Етьєн Маттле, Едмон Дельфур, Жорж Верр'є, Ноель Льєтер, Фріц Келлер, Жозеф Альказар, Жан Ніколя, Роже Рьйо, Альфред Астон. Тренери — Гастон Барро, Джордж Кімптон.
| 1/4 фіналу 31 травня 1934 |

| Австрія             | 2 — 1 | Угорщина          |
| ------------------- | ----- | ----------------- |
| Хорват 7' Цишек 51' | Звіт  | Шароші 60' (пен.) |

| Болонья Глядачів: 14 000 |

Австрія: Петер Пляцер, Франц Цізар, Карл Сеста, Франц Вагнер, Йозеф Смістик, Йоганн Урбанек, Карл Цишек, Йозеф Біцан, Маттіас Сінделар, Йоганн Хорват (), Рудольф Фіртль. Тренер — Гуго Майзль.
Угорщина: Анталь Сабо, Йожеф Ваго, Ласло Штернберг (), Іштван Палоташ, Дьордь Сюч, Анталь Салаї, Імре Маркош, Іштван Авар, Дьордь Шароші, Геза Тольді, Тібор Кемень. Тренер — Еден Надаш.
| 1/2 фіналу 3 червня 1934 |

| Італія     | 1 — 0 | Австрія |
| ---------- | ----- | ------- |
| Гвайта 19' | Звіт  |         |

| «Сан-Сіро» (Мілан) Глядачів: 45 000 |

Італія: Джанп'єро Комбі (), Еральдо Мондзельйо, Луїджі Аллеманді, Аттіліо Ферраріс, Луїс Монті, Луїджі Бертоліні, Енріке Гвайта, Джузеппе Меацца, Анджело Ск'явіо, Джованні Феррарі, Раймундо Орсі. Тренер — Вітторіо Поццо.
Австрія: Петер Пляцер, Франц Цізар, Карл Сеста, Франц Вагнер, Йозеф Смістик (), Йоганн Урбанек, Карл Цишек, Йозеф Біцан, Маттіас Сінделар, Антон Шалль, Рудольф Фіртль. Тренер — Гуго Майзль.
| за 3 місце 7 червня 1934 |

| Австрія              | 2 — 3 | Німеччина               |
| -------------------- | ----- | ----------------------- |
| Хорват 30' Сеста 55' | Звіт  | Ленер 1', 42' Конен 29' |

| «Стадіо Партенорео» Неаполь Глядачів: 7 000 |

Австрія: Петер Пляцер, Франц Цізар, Карл Сеста, Франц Вагнер, Йозеф Смістик, Йоганн Урбанек, Карл Цишек, Георг Браун, Йозеф Біцан, Йоганн Хорват (), Рудольф Фіртль. Тренер — Гуго Майзль.
Німеччина: Ганс Якоб, Пауль Янес, Вільгельм Буш, Пауль Зелінський, Райнгольд Мюнценберг, Якоб Бендер, Ернст Ленер, Отто Зіффлінг, Едмунд Конен, Фріц Шепан (), Маттіас Гайдеманн. Тренер — Отто Нерц.

### Статистика виступів у кубку Мітропи
| №                      | Розіграш               | Стадія                 | Дата та місце проведення | Команда 1              | Рахунок | Команда 2      | Голи |
| ---------------------- | ---------------------- | ---------------------- | ------------------------ | ---------------------- | ------- | -------------- | ---- |
| 1                      | 1931                   | 1/4                    | 13.08.1931 Будапешт      | Хунгарія               | 1:5     | ВАК            |      |
| 2                      | 1931                   | 1/4                    | 19.08.1931 Відень        | ВАК                    | 1:3     | Хунгарія       |      |
| 3                      | 1931                   | 1/2                    | 10.09.1931 Відень        | ВАК                    | 2:3     | Спарта (Прага) |      |
| 4                      | 1931                   | 1/2                    | 17.09.1931 Будапешт      | Спарта (Прага)         | 3:4     | ВАК            |      |
| 5                      | 1931                   | 1/2 перегравання       | 7.10.1931 Будапешт       | Спарта (Прага)         | 0:2     | ВАК            | 38'  |
| 6                      | 1931                   | фінал                  | 8.11.1931 Цюрих          | Ферст Вієнна           | 3:2     | ВАК            |      |
| Всього у кубку Мітропи | Всього у кубку Мітропи | Всього у кубку Мітропи | Всього у кубку Мітропи   | Всього у кубку Мітропи | 6       |                | 1    |

## Титули і досягнення
- Володар Кубка Австрії (1):

ВАК: 1931
- Фіналіст Кубка Австрії (2):

ВАК: 1932, 1935
- Фіналіст Кубка Мітропи (1):

ВАК: 1931
- Переможець другого дивізіону чемпіонату Австрії (1):

«Герта»: 1927